# Oblisco Capitale
Oblisco Capitale ist ein geplanter Wolkenkratzer in der Neuen Hauptstadt Ägyptens. Mit einer Höhe von 1000 Metern soll er das höchste Gebäude der Welt werden und würde den Burj Khalifa in Dubai übertreffen. Das Gebäude soll in dem Central Business District der neuen Hauptstadt stehen und ist in Form eines pharaonischen Obelisken entworfen, der von einem Wasserkanal umgeben ist, der dem Nil ähnelt. Es soll vorwiegend als Wohngebäude dienen. Dazu soll es Hotels, Einkaufszentren, Kinos, Erholungszentren, Geschäftszentren und medizinische Zentren umfassen. Das Gebäude soll 165 Stockwerke haben. Die Fertigstellung des Gebäudes wird für das Jahr 2030 erwartet.

## Bau und Finanzierung
Der Bau wurde im Jahre 2018 angekündigt. Die Baukosten werden auf 3,2 Milliarden US-Dollar geschätzt und sollen durch einen Kredit der Volksrepublik China an Ägypten finanziert werden.

## Entwurf
Der Entwurf für das Gebäude stammt vom ägyptischen Architekturbüro IDIA. Die Architektur des Turms ist sowohl vom pharaonischen als auch vom Art-déco-Stil inspiriert. Die Proportionen des Oblisco Capitale wurden den Formen des altägyptischen Obelisken nachempfunden.
Das Muster, das auf der Fassade des Turms zu sehen sein soll, ist vom Muster der Lotusblume inspiriert, die in der pharaonischen Ära verwendet wurden. Eine Blume, die seit Jahrtausenden im Nildelta wächst und von der bekannt ist, dass sie eine große Rolle in der altägyptischen Zivilisation gespielt hat.